# Kuthant
Kuthant är ett utdött australiskt språk. Kuthant talades i Queensland och tillhörde de pama-nyunganska språken.